# Langnasen-Sägehai
Der Langnasen-Sägehai (Pristiophorus cirratus) ist ein Hai aus der Familie der Sägehaie (Pristiophoridae). Wie seine Verwandten zeichnet sich der Hai durch eine lange sägeartige Schnauze aus, die bei dieser Art bis zu 30 Prozent der Körperlänge ausmacht. Er lebt vor der südlichen Küste Australiens.

## Merkmale
Der Langnasen-Sägehai erreicht eine Körperlänge von bis zu 137 cm. Der Körper ist lang zylindrisch und schlank gebaut. Der Kopf ist abgeflacht und besitzt eine stark verlängerte und abgeflachte Schnauze mit einem für die Sägehaie typischen sägeartigen Rostrum, das bei dieser Art zwischen 26 und 30 Prozent der Körperlänge ausmacht. Das Rostrum besitzt ein ausgeprägtes Paar Barteln vor den Nasenlöchern sowie am Seitenrand der „Säge“ 19 bis 21 ausgeprägte Zähne. Die Barteln liegen bei dieser Art sehr weit vor den Nasenlöchern und damit näher an der Sägespitze als an diesen; vor den Barteln stehen 9 bis 11 und dahinter 9 bis 10 Zähne. Jungtiere haben zusätzlich zwei bis drei kleine Zähne zwischen den größeren Sägezähnen.
Die Färbung der Oberseite seines Körpers reicht von blassgelb bis grau-braun mit dunklen Flecken und Streifen, die Unterseite ist weiß. Auf dem Rostrum befindet sich eine dunkle Mittellinie, zugleich sind die Seiten dunkler gefärbt und die Sägezahnbasen schwarz.
Die Augen sitzen seitlich am Kopf, dahinter schließen sich die großen Sauglöcher an. Wie andere Arten der Gattung besitzt der Sägehai fünf Kiemenspalten. Wie alle Sägehaie besitzt er zwei Rückenflossen ohne Dorn und keine Analflosse. Der Schwanzstiel besitzt deutliche Kiele, der Schwanz besteht nur aus einem großen oberen Lobus während der untere Lobus allen Sägehaien fehlt.

## Lebensweise
Der Langnasen-Sägehai ist eine Bodenhaiart, die vor allem in tieferen Wasserbereichen um 300 Meter vorkommt. Er ernährt sich räuberisch vor allem von verschiedenen Fischen, außerdem jagt er Krebstiere, Schnecken und Tintenfische. Zur Nahrungssuche wird das lange Rostrum eingesetzt, welches mit Barteln und anderen Sinnesorganen ausgestattet ist und dadurch Bewegungen und wahrscheinlich auch elektrische Felder und chemische Eindrücke im Meeresboden wahrnehmen kann. Die Beute wird mit der Säge aufgespürt, ausgegraben und wahrscheinlich teilweise auch getötet. Daneben setzt sie der Sägehai auch gegen Angreifer sowie gegen Artgenossen ein. Der Hai bildet Schulen bzw. Gruppen gemeinsam jagender Tiere.
Die Haie sind lebendgebärend und bilden keine Plazenta aus (aplazental vivipar). Die Weibchen bekommen in einem Wurf zwischen sechs und 19 Jungtiere mit einer Länge von etwa 30 bis 35 cm. Die Geburt findet jährlich im Winter statt. Mit einer Körperlänge von etwa 97 cm sind die Tiere geschlechtsreif.

## Verbreitung

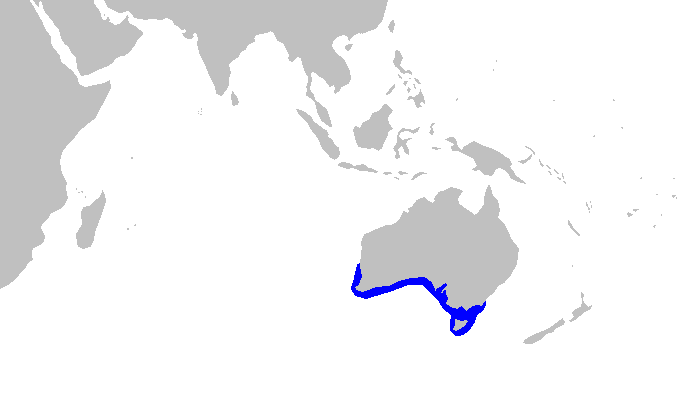
Verbreitungsgebiete des Langnasen-Sägehais

Der Langnasen-Sägehai ist vor der südlichen Küste Australiens von Jurien Bay in Western Australia bis Eden in New South Wales anzutreffen. Die Hauptkonzentration der Art wird in der Bass Strait angenommen.
Sein Lebensraum befindet sich im Bereich des Kontinentalschelfs in Meeresbodennähe in Wassertiefen von etwa 310 Meter, seltener im Tidenbereich in Küstennähe.

## Gefährdung
Der Langnasen-Sägehai wird in der Roten Liste der IUCN als nicht gefährdet („least concern“) eingestuft. Im Jahr 2000 wurde der Hai als Art der Vorwarnliste geführt, die Rückstufung erfolgte unter anderem auf der Basis einer ausführlichen Studie über die Altersstruktur, die Wachstumsraten und die Reproduktion. Außerdem wurden Daten der Fischerei über die vergangenen 25 Jahre sowie Daten eines 12-Jahres-Monitoring-Programms ausgewertet.